# عقوبة بدنية في المنزل

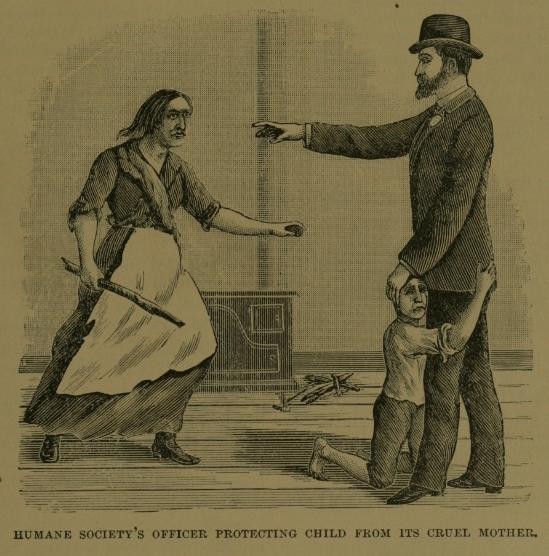

العقوبة الجسدية أو البدنية من قبل أحد الوالدين أو ولي أمر آخر هي أي فعل يسبب ألم جسدي أو إزعاج متعمّد لطفل قاصر رداً على سلوك غير مرغوب. وتتخذ بالتحديد أشكالا مثل ضرب أرداف الطفل أو صفعه بيد مفتوحة أو الضرب باستخدام وسيلة كالحزام أو الخف أو العصا أو فرشاة الشعر أو المجذاف أو حمالة الثياب ويمكن أن تتضمن أيضاً رجّ الطفل أو قرصه أو إجباره على ابتلاع بعض المواد أو إجبار الأطفال على البقاء في وضعيات غير مريحة.
إن القبول الاجتماعي للعقاب البدني مرتفع في الدول التي يكون فيها شرعياً وخصوصاً بين المجموعات التقليدية. وفي العديد من الثقافات تم عبر التاريخ اعتبار أن الوالدين لديهم الحق، هذا إن لم يكن واجباً بحد ذاته، بمعاقبة الأطفال سيئي السلوك جسدياً لكي يعلموهم السلوك اللائق. ومن ناحيةٍ أخرى يشير الباحثون إلى أن العقاب البدني له تأثير معاكس تماماً حيث يؤدي لسلوك عدواني أكثر لدى الأطفال وطاعة أقل على المدى الطويل. والآثار المعاكسة الأخرى مثل الاكتئاب والقلق والسلوك المعادي للمجتمع والخطر المتزايد للاعتداء الجسدي تم ربطها أيضاً باستخدام العقاب البدني من قبل الوالدين. يظهر الطب المسند بالدليل أن ضرب الأرداف والعقوبات الجسدية الأخرى، التي تكون اسمياً بغية تأديب الطفل، يتم تطبيقها بشكل غير متناسب حيث يتم استخدامها غالباً عندما يكون الوالدان غاضبين أو يعانيان من التوتر. الأشكال الشديدة للعقاب البدني ومن بينها الركل والعض والحرق يمكنها أيضاً أن تكوّن إساءة غير شرعية للأطفال.
إن حقوق الإنسان الدولية وهيئات المعاهدات مثل لجنة حقوق الطفل ومجلس أوروبا ولجنة الدول الأمريكية لحقوق الإنسان أيدت إنهاء جميع أشكال العقوبة البدنية، بحجة أنها تنتهك كرامة الأطفال وحقهم بالسلامة الجسدية. تمنح العديد من القوانين الموجودة ضد الاعتداء بالضرب والاعتداء و/أو الإساءة للأطفال استثناءات للعقاب الجسدي «المعقول» من قبل الوالدين، وهي حجة متأصلة في القانون العام وتحديداً القانون الإنجليزي. خلال نهاية القرن الـ 20 وحتى القرن الـ 21 بدأت بعض الدول بإزالة الدفاعات والحجج القانونية لاستخدام أولياء الأمر للعقوبة البدنية وتبعها حظر مباشر على ممارستها. معظم هذا الحظر يشكل جزءاً من القانون المدني ولذلك لا يفرض عقوبات جنائية إلا إذا كان هناك تهمة بالاعتداء و/أو الاعتداء بالضرب تم تبريرها. منذ أن منعت السويد كل العقوبات البدنية للأطفال عام 1979 سنّ عدد متزايد من الدول حظراً مشابهاً خصوصاً بعد التبني الدولي لاتفاقية حقوق الطفل. على أي حال، تبقى العقوبة البدنية المنزلية شرعيّة في معظم أنحاء العالم.

## أشكال العقاب
تعرّف لجنة حقوق الطفل العقاب البدني على أنه «أي عقاب تستخدم فيه قوة فيزيائية عن قصد لتسبب درجة من الألم أو الإزعاج، لكن بشكل خفيف». كتب باولو سيرجيو بينهيرو تقريراً عن دراسة حول العالم عن العنف ضد الأطفال للأمين العام للأمم المتحدة:
يتضمن العقاب البدني ضرب (لكم، صفع، ضرب أرداف) الأطفال باليد أو باستخدام أداة (سوط، عصا، حزام، حذاء، ملعقة خشبية، إلخ). يمكنه أيضاً أن يتضمن على سبيل المثال ركل أو رجّ أو رمي الأطفال أو الخدش أو القرص أو العض أو شد الشعر أو الضرب على الأذنين أو إجبار الأطفال على البقاء في وضعيات غير مريحة أو الحرق أو الإجبار على الابتلاع (مثل غسل فم الأطفال بالصابون أو إجبارهم على ابتلاع البهارات الحارة).
تبعاً للأكاديمية الأمريكية لطب الأطفال «يتضمن العقاب البدني تطبيق شكل من الألم الجسدي رداً على سلوك غير مرغوب» و «يتدرج من صفع يد طفل كان على وشك لمس فرن ساخن إلى إساءة واضحة ومميزة للأطفال مثل آثار الضرب والحرق. وبسبب وجود هذا المجال من تدرجات أشكال وشدة العقاب يكون استخدام العقاب البدني كاستراتيجية للتأديب مثيراً للجدل». إن مصطلح «العقوبة البدنية» يستخدم غالباً بشكل متبادل مع «العقوبة الجسدية» أو «التأديب الجسدي». وفي سياق التسبب بالألم من أجل المعاقبة يختلف هذا عن تقييد الطفل جسدياً لحمايته أو حماية شخص غيره من الأذى.

## العوامل المشاركة
من بين العديد من العوامل المسبقة الوجود التي تؤثر فيما إذا كان الوالدان سيستخدمان العقوبة الجسدية: وجود تجربة للعقاب الجسدي أثناء الطفولة ووجود معرفة عن تنشئة الطفل والحالة الاقتصادية الاجتماعية وتعليم الوالدين والعقيدة الفكرية الدينية. وتكون المواقف المتجاوبة لاستخدام العقاب الجسدي مشعر هام للتنبؤ باستخدامه. كتبت الباحثة بتنشئة الأطفال إليزابيث غيرشوف أنه يزيد احتمال استخدام الوالدين للعقاب الجسدي إذا:
كانوا يفضلونه بشكل كبير ويصدقون بفعاليته؛ كانوا أنفسهم يعاقبون جسدياً في طفولتهم؛ كان لديهم خلفية ثقافية أي ديانتهم وانتمائهم العرقي و/أو بلدهم الأصلي تمنحهم الموافقة على استخدام العقاب الجسدي؛ كانوا مضرين اجتماعياً حيث لديهم دخل منخفض وتعليم منخفض أو يعيشون في حي بائس؛ كانوا يعانون من الجهد والإرهاق (مثل الذي تحرضه الصعوبات المالية والخلافات الزوجية) وأعراض متعلقة بالصحة النفسية وصحة عاطفية متناقصة؛ بلغوا أنهم كانوا محبطين أو مغضبين من قبل أبنائهم بشكل منتظم؛ كانوا تحت عمر الـ 30 عاماً؛ كان الطفل المعاقب دون سنّ المدرسة (2-5 سنوات)؛ كان سلوك الطفل السيئ يتضمن إيذاء شخص آخر أو وضع نفسه في خطر.
يميل الوالدان لاستخدام العقوبة البدنية على الأطفال لرغبتهم في الحصول على الطاعة على المدى القصير والطويل وخصوصاً لتقليل السلوكيات العدوانية للأطفال. وهذا بالرغم من وجود دليل بارز أن معاقبة الأطفال جسدياً تميل لأن تملك تأثيراً معاكساً أي انخفاض في المطاوعة على المدى الطويل وزيادة في العدوانية. والأسباب الأخرى لاستخدام الوالدين للعقاب الجسدي يمكن أن تكون لإيصال استياء الوالدين من الطفل ولتؤكد سلطتهم ومجرد عادة بسيطة.
ويبدو أيضاً أن الوالدين يستخدمان العقوبة الجسدية على الأطفال كوسيلة لصبّ غضبهم. تبيّن الأكاديمية الأمريكية لطب الأطفال أنّ «يزيد احتمال أن يستخدم الوالدان أساليب مكرّهة للتأديب عندما يكونان غاضبين أو منفعلين أو مكتئبين أو منهكين أو مجهدين» وتقدّر أن هذا التفريغ للغضب المكبوت يجعل الوالدين أكثر عرضة لضرب أو صفع أبنائهم في المستقبل. يلجأ الوالدان عادةً للضرب على الأرداف بعد أن يفقدوا سيطرتهم على مزاجهم ومعظم أولياء الأمور الذين تم فحصهم عبروا عن مشاعر واضحة من الغضب والندم والتهيّج أثناء معاقبة أبنائهم جسدياً. وتبعاً للأكاديمية الأمريكية لطب الأطفال «أكثر ما تتحدى هذه الموجودات هو التوهم بأن الوالدين يمكنهم أن يضربوا بأسلوب هادئ ومخطط له».